# Tanacetum darwasicum
Tanacetum darwasicum là một loài thực vật có hoa trong họ Cúc. Loài này được C.Winkl. miêu tả khoa học đầu tiên.